# PHQ-D

Der Fragebogen PHQ-D

Der Gesundheitsfragebogen für Patienten (kurz PHQ-D von englisch Patient Health Questionnaire) ist ein Instrument der psychologischen Diagnostik, er dient als Testverfahren zur Erfassung des Schweregrades von psychischen Störungen, bzw. des Behandlungserfolges. Der PHQ-D wird in der klinischen Praxis, der Forschung und der Epidemiologie verwendet. Er liegt in verschiedenen Versionen vor, etwa als Komplettversion mit 78 Items, in Kurzform mit beispielsweise 15 Items im Modul zum Schweregrad somatischer Symptome oder in der Ultrakurz-Form für Depressivität mit zwei Items (PHQ-15 & PHQ-2).
Die Fragen zu den einzelnen Störungsbildern wurden aus den diagnostischen Kriterien der vierten Auflage des Diagnostic and Statistical Manual of Mental Disorders (DSM-IV, 1994) abgeleitet. Es besteht jedoch auch eine hohe Passbarkeit zu den aktuell konzipierten Kriterien zum DSM-5. Die American Psychiatric Association (APA) empfiehlt Skalen des PHQ im Konzept des DSM-5 (2013, revidiert 2022) für Schweregradmessung von Störungen aus den Bereichen Angst, Depression und Somatisierung.

## Entstehung und Verbreitung des PHQ
Die Komplettversion und Kurzformen des PHQ-D sind die autorisierten deutschen Versionen der internationalen Instrumentenfamilie des "Patient Health Questionnaire (PHQ)" Diese ursprünglich amerikanischen Selbstbeurteilungsinstrumente sind Weiterentwicklungen des so genannten „PRIME MD (Primary Care Evaluation of Mental Disorders)“, der als erstes Instrument dafür konzipiert war, bestimmte psychische Erkrankungen bei Patienten zu erkennen, indem er die diagnostischen Kriterien des DSM-IV abfragte. Während der ursprüngliche PRIME-MD zweistufig durchgeführt wurde – ein kurzer Fragebogen zur Selbstauskunft seitens des Patienten, anschließend ein halbstrukturiertes Interview durch den behandelnden Arzt – handelt es sich bei der Weiterentwicklung zum PHQ um ein reines Selbstbeurteilungsinstrument. Ziel dieser Weiterentwicklung war es, ein zeitökonomischeres Screening-Instrument für den Einsatz in der klinischen Praxis zur Verfügung zu stellen. Ursprünglich war für das Instrument primär ein Anwendungsbereich in der Primärmedizin vorgesehen; das Instrument ist aber aufgrund seines Bezuges auf die diagnostischen Kriterien breit anwendbar und wird deshalb in vielen Gebieten der Medizin, Psychologie und Epidemiologie eingesetzt.
Der „Gesundheitsfragebogen für Patienten (PHQ-D)“ wurde als deutsche Version des „Patient Health Questionnaire (PHQ)“ von einer Arbeitsgruppe um Bernd Löwe (damals Universität Heidelberg, jetzt Universität Hamburg) in Kooperation mit den Autoren der Originalversion entwickelt. Die Übersetzung erfolgte nach State of the Art - Kriterien in mehreren Schritten von Übersetzung und Rückübersetzung.
Aufgrund seiner Kürze und einfachen Auswertung, seiner guten testdiagnostischen Eigenschaften und seiner internationalen Verfügbarkeit ist der PHQ zu einem Standardinstrument für die Diagnostik psychischer Syndrome in den USA, in Großbritannien und in vielen anderen Ländern geworden. Der PHQ-9, das Depressionsmodul des PHQ, existiert in mehr als 30 Sprachen und die Komplettversion des PHQ ist in fast ebenso vielen Sprachen verfügbar.

## Aufbau des PHQ-D

### Komplettversion des PHQ-D
Die Komplettversion des PHQ-D besteht aus Modulen zur Erfassung somatoformer Störungen, depressiver Störungen, Angststörungen, Essstörungen und Alkoholmissbrauch. Ergänzend enthalten sind Fragen zur psychosozialen Funktionsfähigkeit, zu Stressoren, kritischen Lebensereignissen und – für Frauen – zu Menstruation, Schwangerschaft und Geburt.
Der Fragebogen umfasst insgesamt 78 Fragen.
Der Zustimmungsgrad wird je nach Modul auf einer zwei- bis fünfstufigen Antwortskala abgefragt.
Patienten benötigen für die Bearbeitung der vierseitigen Komplettversion des PHQ-D ca. 10 Minuten. Die Auswertung durch den Arzt nimmt weniger als zwei Minuten in Anspruch.

### Kurzform des PHQ-D
Die Kurzform des PHQ-D erfasst depressive Störungen, die Panikstörung und die psychosoziale Funktionsfähigkeit.
Patienten benötigen für die Bearbeitung der einseitigen Kurzversion des PHQ-D etwa drei Minuten. Die Auswertung durch den Arzt oder Psychotherapeuten ist in weniger als einer Minute abgeschlossen.

### Ultrakurzform des PHQ-D
Ultrakurzformen des PHQ-D existieren zur Erfassung der generalisierten Ängstlichkeit (GAD-2), der Depressivität (PHQ-2) sowie zur kombinierten Erfassung der generalisierten Ängstlichkeit und Depressivität (PHQ-4).

## Zusammensetzung der einzelnen Module des PHQ-D
Die einzelnen Module des kompletten PHQ-D bzw. der Kurzform können flexibel zusammengesetzt werden.
Gängig ist der einzelne Einsatz insbesondere des Moduls zu depressiven Erkrankungen (PHQ-9), des Moduls zur Panikstörung (PHQ-Panikmodul), des Moduls zur generalisierten Angst (GAD-7), des Moduls zum Schweregrad somatischer Symptome (PHQ-15) sowie des Moduls zur Stresserfassung (PHQ-Stressmodul). Der PHQ-SADS kombiniert das Modul zu depressiven Erkrankungen (PHQ-9), das Modul zur generalisierten Angst (GAD-7) sowie das Modul zum Schweregrad somatischer Symptome (PHQ-15) zu einem Instrument.

## Anwendungsgebiete des PHQ-D
Der PHQ-D kann in seiner Komplett- bzw. Kurzform als psychodiagnostisches Instrument in der klinischen Praxis, in epidemiologischen Untersuchungen sowie in der Forschung eingesetzt werden. Er eignet sich zum Screening, zur Messung des Schweregrades und zur Verlaufsbeurteilung von psychischen Störungen.

## Auswertung des PHQ-D
Der PHQ-D in seiner Komplett- und seiner Kurzform beruht ausschließlich auf den Selbstangaben des Patienten. Aus diesem Grund muss der behandelnde Arzt oder Psychologe die Fragebogendiagnosen im Gespräch mit dem Patienten auf ihre Richtigkeit hin überprüfen. Es sollte geklärt werden, ob der Patient die Fragen des PHQ-D richtig verstanden hat. Der Behandler sollte zusätzliche eigen- und/oder fremd-anamnestische Informationen erheben, um die diagnostische Sicherheit zu erhöhen.
Da mit dem PHQ-D alleine nicht alle Informationen, die für eine vollständige Psychodiagnostik notwendig sind, erhoben werden können, handelt es sich dabei primär um eine Diagnostik auf Syndromebene, nicht auf Störungsebene. Beispielsweise erfordert die Diagnose einer Major Depression nach DSM-IV (Störungsebene) – anders als beim Syndrom – den Ausschluss einer einfachen Trauerreaktion, einer manischen Episode in der Vorgeschichte (Bipolare Störungen) sowie den Ausschluss von körperlichen Erkrankungen, Medikamenten oder anderen Drogen, die eine biologische Ursache für die depressiven Symptome sein könnten.

## Screening
Wenn der PHQ-D bzw. seine Kurzformen als Screening-Instrumente in der klinischen Praxis eingesetzt werden (z. B. in der hausärztlichen Versorgung), sollten diese möglichst allen Patienten vorgelegt werden. Auf diese Weise ist ein Screening psychischer Störungen möglich, welches von Vorbefunden unabhängig ist und die Diagnostik psychischer Störungen bei bisher in dieser Hinsicht unauffälligen Patienten ermöglicht. Sinnvollerweise sollten dann nur diejenigen Patienten vom Screening ausgenommen werden, die aufgrund ihres körperlichen Zustands nicht in der Lage sind, den Fragebogen auszufüllen bzw. die den Fragebogen innerhalb des letzten halben Jahres bereits ausgefüllt haben. Ist dieses Vorgehen nicht möglich, können alternativ auch nur diejenigen Patienten mit dem PHQ-D untersucht werden, bei denen ein Verdacht auf eine psychische Störung besteht. Als besonders effizient ist das Screening von Risikopopulationen anzusehen, bei denen eine erhöhte A-priori-Wahrscheinlichkeit für psychische Störungen besteht; z. B. Patienten mit chronischen somatischen Erkrankungen.

## Diagnostik anhand der DSM-IV- und DSM-5-Kriterien
Für drei Störungsbilder des DSM-IV, nämlich die Major Depression, die Panikstörung und die Bulimia Nervosa werden im PHQ-D alle diagnostischen Kriterien mit jeweils einer Frage für die spezifische Diagnose nach DSM-IV erfasst. Orientiert am Vorgehen zur Diagnosestellung gemäß DSM-IV können diese drei Module des PHQ-D kategorial ausgewertet werden, d. h., es muss pro Sektion jeweils eine vorgegebene Zahl von Symptomen in einer bestimmten Ausprägung vom Patienten angekreuzt worden sein, dass gemäß PHQ-D das entsprechende Syndrom zu diagnostizieren ist.

## Schweregrad und Verlaufsmessung (Kontinuierliche / Dimensionale Auswertung)
Bei 4 Skalen des PHQ-D ist die Bildung eines Punktwertes (Scores) zur Messung des Schweregrades möglich. Es handelt sich um folgende Skalen:
- Depressivität (PHQ-9)
- Ängstlichkeit (GAD-7)
- Somatisierung (PHQ-15)
- Stress (PHQ-Stressmodul)

Anders als bei der kategorialen Diagnostik werden bei der kontinuierlichen Diagnostik Summenwerte der jeweiligen Skalen (Module) berechnet: Jeder Antwortmöglichkeit im PHQ-D ist eine numerische Ausprägung zugeordnet, z. B. im Depressionsmodul ist der Antwortkategorie „An mehr als der Hälfte der Tage“ die numerische Ausprägung 2 zugeordnet, der Antwortkategorie „Überhaupt nicht“ die 0. Je nach Beantwortung der Items errechnen sich für die Patienten unterschiedliche Summenwerte. Diese Skalensummenwerte können als Schweregrade verwendet werden, die u. a. auch zur Verlaufsdiagnostik (z. B. Entwicklung depressiver Symptome eines Patienten im Verlauf einer Psychotherapie oder Vergleich der Ausprägung der Angstsymptomatik vor und nach einer Psychotherapie).

## Empfehlungen zum klinischen Vorgehen
In der primärärztlichen Versorgung hat es sich als effizient erweisen, allen Patienten den Fragebogen beim Eintreffen in die Praxis bzw. Klinik auszuhändigen und während der Wartezeit ausfüllen zu lassen.
Da der Fragebogen einfach und schnell auszuwerten ist, können die diagnostischen Informationen direkt im ärztlichen Gespräch aufgegriffen und zur Diagnostik und Planung der weiteren Behandlung verwendet werden. Dabei kann der Arzt oder Psychologe die vorläufige Diagnose des PHQ im Gespräch überprüfen. Insbesondere in die Entscheidung über das weitere Vorgehen und die weitere Behandlung des Patienten müssen weitere klinische Informationen mit einbezogen werden. Zu diesen klinischen Kriterien gehören beispielsweise:
- Wurden die aktuellen Symptome durch psychosoziale Stressoren ausgelöst?
- Wie lange besteht die aktuelle Beeinträchtigung und erhält der Patient dafür schon eine Behandlung?
- In welchem Ausmaß ist der Patient durch seine Symptome in der Ausübung seiner Arbeit und anderer Aktivitäten eingeschränkt?
- Gab es in der Vorgeschichte ähnliche Episoden und wie wurden diese behandelt?
- Gibt es in der Familienanamnese ähnliche Fälle?

## Hinweise zur Nutzungsberechtigung
Der PHQ-D und seine Subskalen sind frei und kostenlos erhältlich und können ohne Gebühren für nicht-kommerzielle Zwecke angewendet werden. Bei der Verwendung des PHQ-D bzw. einer Kurzform muss die deutsche Fassung des Instrumentes bei der Publikation der generierten Daten korrekt zitiert sein.

## Testdiagnostische Eigenschaften des PHQ-D

### Objektivität
Der PHQ-D ist hinsichtlich seiner Durchführung und Auswertung standardisiert und kann in dieser Hinsicht als objektiv gelten.

### Kriteriumsvalidität
Die Kriteriumsvalidität der deutschen Version des PHQ-D wurde an insgesamt 528 Patienten (davon 357 internistisch allgemeinmedizinische Patienten und 171 psychosomatische Patienten) und unter Bezug auf das "Strukturierte Klinische Interview für DSM-IV (SKID-I)" als Goldstandard ermittelt. Dabei ergaben sich für die meisten Skalen hervorragende Klassifikationseigenschaften :
Die Sensitivität des Fragebogens für die Diagnose einer psychischen Störung (Achse I) beträgt bei psychosomatischen Patienten 85 % (Spezifität = 70 %), bei medizinischen Patienten 77 % (Spezifität = 83 %) und weist somit gute Klassifikationseigenschaften auf
.
Die Sensitivität für die Diagnose der Gesamtgruppe depressiver Störungen beträgt bei kategorialer Auswertung 78 % (psychosomatische Patienten) bzw.  75 % (medizinische Patienten), die Spezifität 70 % (psychosomatische Patienten) bzw. 90 % (medizinische Patienten).
Für die Diagnose einer Major Depression weist der PHQ-D eine Sensitivität von 78 % (psychosomatische Patienten) bzw. 86 % (medizinische Patienten) und eine entsprechende Sensitivität von 80 % bzw. 94 % auf.
Die Sensitivität für die Panikstörung beträgt bei psychosomatischen Patienten 73 % (Spezifität von 92 %), bei medizinischen Patienten ebenfalls 73 % (Spezifität von 98 %).

### Kriteriumsvalidität im Vergleich zu anderen Instrumenten
Im direkten Vergleich mit etablierten Instrumenten ergaben sich für den PHQ-D signifikant bessere Klassifikationseigenschaften in Hinblick auf die Diagnose der Major Depression nach DSM-IV, in Hinblick auf die Diagnose depressiver Episoden nach ICD-10 sowie in Hinblick auf die Diagnose der Panikstörung.

### Konstruktvalidität
Patienten, bei denen mittels PHQ-D ein psychisches Syndrom diagnostiziert wurde, hatten signifikant mehr Arztbesuche, waren außerdem stärker psychosozial beeinträchtigt und mehr als doppelt so häufig arbeitsunfähig wie Patienten, bei denen gemäß PHQ-D keine psychisches Syndrom zu diagnostizieren war.

### Reliabilität
Die interne Konsistenz für kontinuierlichen Skalen beträgt nach Cronbachs {\displaystyle \alpha \,} = 0.88 für das Depressionsmodul und  {\displaystyle \alpha \,}= .79 für das Somatisierungsmodul ist. Die Test-Retest-Reliabilität des Depressionsmoduls liegt zwischen ICC=0.81 und ICC=0.96.

### Akzeptanz
In der deutschen Validierungsstudie schätzten 96 % der Patienten und 97 % der Ärzte die Anwendung des PHQ-D als nützlich ein. Darüber hinaus glaubten 94 % der Patienten und 73 % der Ärzte, dass sich die Anwendung des PHQ-D günstig auf die Therapie auswirken würde.